# Lacropte
Lacropte (okzitanisch La Cròpta) ist ein südwestfranzösischer Ort und eine Gemeinde (commune) mit 691 Einwohnern (Stand: 1. Januar 2022) im Nordwesten des Départements Dordogne in der Region Nouvelle-Aquitaine (vor 2016: Aquitanien). Sie besteht aus dem Hauptort sowie mehreren Weilern (hameaux) und Einzelgehöften (fermes). Die Bewohner werden Lacroptois und Lacroptoises genannt.

## Lage und Klima
Der Ort Lacropte liegt in der Kulturlandschaft des Périgord etwa 23 km (Fahrtstrecke) südöstlich von Périgueux bzw. gut 42 km nordöstlich von Bergerac in einer Höhe von ca. 195 m. Das Klima ist gemäßigt; Regen (ca. 864 mm/Jahr) fällt übers Jahr verteilt.

## Bevölkerungsentwicklung
| Jahr      | 1800 | 1851 | 1901 | 1954 | 1999 | 2015 |
| Einwohner | 938  | 1200 | 935  | 588  | 609  | 660  |

Der kontinuierliche Bevölkerungsrückgang im ausgehenden 19. und im 20. Jahrhundert ist im Wesentlichen auf die Reblauskrise im Weinbau und die Mechanisierung der Landwirtschaft zurückzuführen; hinzu kommt die immer noch anhaltende Aufgabe von bäuerlichen Kleinbetrieben.

## Wirtschaft
Die Gemeinde ist immer noch in hohem Maße land- und forstwirtschaftlich (Kastanien) geprägt; der in früheren Zeiten durchaus bedeutsame Weinbau spielt jedoch nur noch eine untergeordnete Rolle. Im Ort selber haben sich Kleinhändler, Handwerker und Dienstleister niedergelassen. Heute ist der Ort eines der größten Anbaugebiete für Erdbeeren (fraises) in Frankreich. In Seit den 1960er Jahren werden einige der leerstehenden Häuser als Ferienwohnungen (gîtes) vermietet.

## Geschichte
Der Name Lacropte verweist aus eine nicht mehr erhaltene Krypta. Ein gewisser Hélie de La Cropte stiftete in den Jahren 1144 und 1168 der Abtei Cluny bzw. der Abtei Chancelade wiederholt Landbesitz; sein Sohn nahm am 3. Kreuzzug teil. Die Familie La Cropte bestimmte lange Zeit die Geschicke des Ortes, der in einem Kirchenregister (pouillé) des 13. Jahrhunderts erstmals unter dem Namen La Cropta erwähnt wird.

## Sehenswürdigkeiten
Die in der zweiten Hälfte des 19. Jahrhunderts aus Bruchsteinen erbaute Église Saint-Agnan ist dem hl. Anianus von Orléans geweiht. Die dreischiffige Kirche verfügt über einen Westturm, unter welchem sich auch das Portal befindet und eine halbrunde Apsis.